# Chiesa della Madonna delle Pianelle
Il santuario della Madonna delle Pianelle è una chiesetta di culto cattolico romano situata su una collinetta poco fuori Nimis (UD), lungo la strada statale che porta a Tarcento.
Risale al 1467 e, secondo la tradizione, fu costruita dopo l'apparizione della Madonna e il miracolo dello spostamento delle fondamenta; l'edificio attuale fu ristrutturato tra il 1773 ed il 1778 e subì ulteriori rimaneggiamenti in seguito.
È rivolta ad Oriente. La facciata è sormontata da un timpano, porta un affresco ed iscrizione che ricordano l’origine della chiesa, ed è preceduta da un portico neoclassico costruito “per volontà del popolo” (iscrizione sulla facciata) nel 1900, allorché furono fatte ex novo la cantoria in controfacciata (creando un nuovo spazio d’ingresso sotto alla stessa) illuminata da due finestre, e la facciata stessa, mantenendo le finestre e il portale in pietra del XVIII secolo. Sul lato sinistro (nord) del presbiterio, ad angolo con la sagrestia, si erge il campanile, di media altezza, costruito nel 1647 e sopraelevato nel 1886, con pianta quadrata e cella campanaria aperta con bifore, contenente tre campane del 1925, che si suonano solo a mano.
Il piccolo organo Zanin del 1896 è stato restaurato di recente con contributo di una Fondazione del territorio
All'interno vi sono diversi dipinti.  Spicca la Sacra Famiglia di Tita Gori (Nimis, 1870-1941), pala dell’altare di sinistra, realizzata ad affresco nel 1889, prima opera dell’artista, regalata per devozione al santuario mariano del suo paese. Splendidi affreschi sulle pareti, realizzati il 1926 e il 1933 da Giacomo Monai (allievo del Gori) e aiuti, raccontano la vita della Madonna, in quattro quadri: la Presentazione al tempio, l’Immacolata Concezione, l’Assunzione e l’Annunciazione. Il soffitto, che recava la Nascita di Maria, crollò a causa del terremoto del 1976: rimangono pochi frammenti del dipinto centrale, e le cornici decorative. Tali affreschi sostituirono quelli di Gian Paolo Thanner, già da tempo rovinati e imbiancati, che sono stati quindi ricuperati e ora si trovano, seppure in frammenti, nel Duomo di S. Stefano su dei tabelloni.
L’interno, con lesene e finestre a mezzaluna (più altre quattro a illuminare l’altar maggiore),  si compone di un’aula di medie dimensioni e di un santuario diviso da arco sacro e balaustrata marmorea, ed è per intero riccamente decorato a tromp l’oeil con cassettoni, bordure e fregi. Sulla volta del presbiterio ci son dipinti, infine, lo Spirito Santo coi titoli di Maria presi dalle litanie lauretane.
L'altar maggiore in marmi policromi, con quattro colonne corinzie e arco spezzato, é un voto di Giuseppe Liruti
del 1731. É distante circa 1,5 m dalla parete di fondo, dotato di tabernacolo, circondato da un coro ligneo imbottito di modesta fattura d’inizio 900. Porta in mezzo la venerata immagine della s. Vergine, scolpita in pietra d’Aurisina nel Quattrocento da artista locale d’ispirazione fiamminga. I colori della statua sono stati rinfrescati all’inizio del Novecento da un decoratore friulano, che vi aggiunse anche il fondale. 
Vi sono in due nicchie due altari laterali, di dimensioni leggermente più piccole rispetto a quello maggiore, in marmo bianco di Carrara e rosso di Verona, con due colonne di ordine composito, arco mosso spezzato sovrastato da putti e Spirito Santo. Furono costruiti nel 1783-84 da Giacomo Pischiutti di Gemona. Quello di sinistra porta la già citata pala del Gori, sostituita a un settecentesco Sposalizio della Vergine e di s. Giuseppe, deteriorato dal tempo e dall’umido (esposto a Nord). Fortunatamente, la chiesa non ha subito quei danni, che spesso vengono causati dai rimaneggiamenti moderni caratteristici della seconda metà del Novecento. 
A seguito di un incendio nella notte del 9 settembre 2018 venne divorata dalle fiamme la pala dell'altare di destra, raffigurante S. Osvaldo, S. Valentino e S. Nicolò, dipinta da Giulio Antonio Manin nel 1786. Il rogo fortunatamente fu spento prima che l’edificio subisse altri danni permanenti. Nel 2019 la chiesa è stata sottoposta a lavori di restauro, ad opera della ditta Milan, e pulizia per rimediare ai danni dell'incendio. La pala del Manin è stata pallidamente riprodotta tramite stampa su tela collocata nella posizione originaria e le pareti ripulite dal fumo.
Al momento (2025) è in corso il rifacimento ex novo della pala settecentesca.

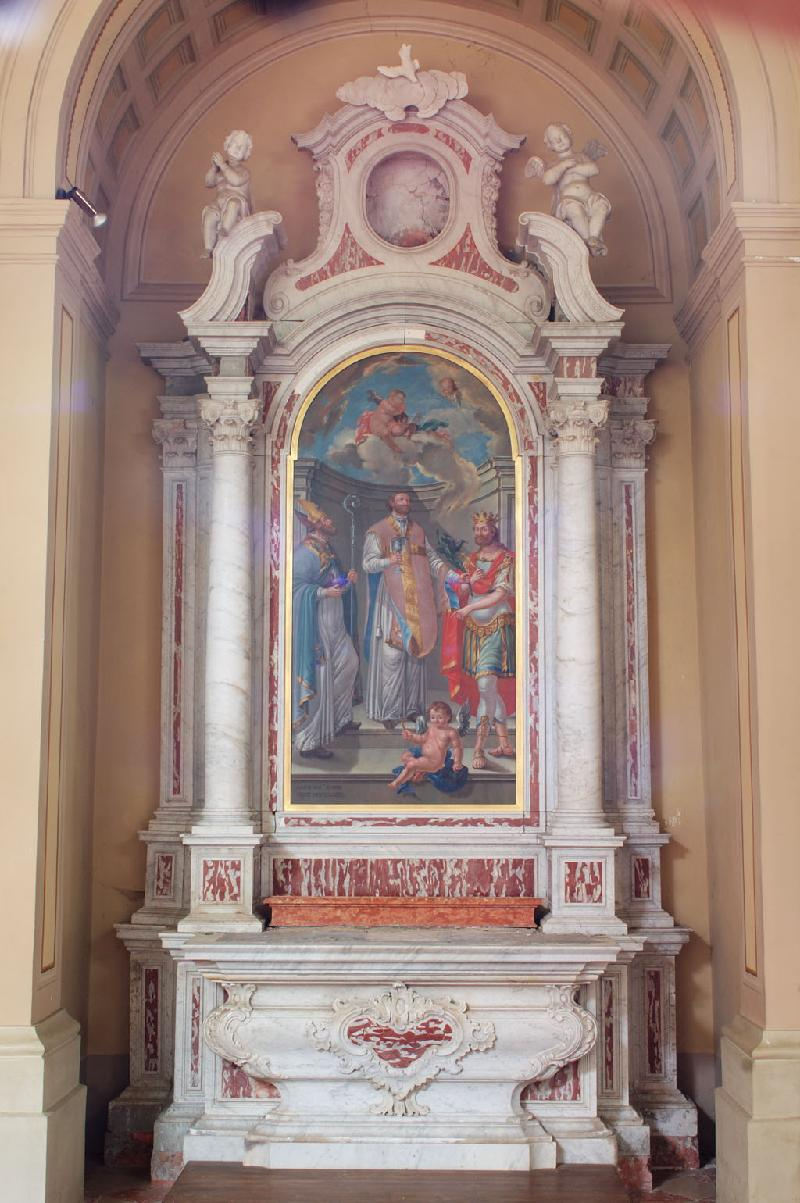
L'altare laterale, opera del 1784 di Giacomo Peschiutta
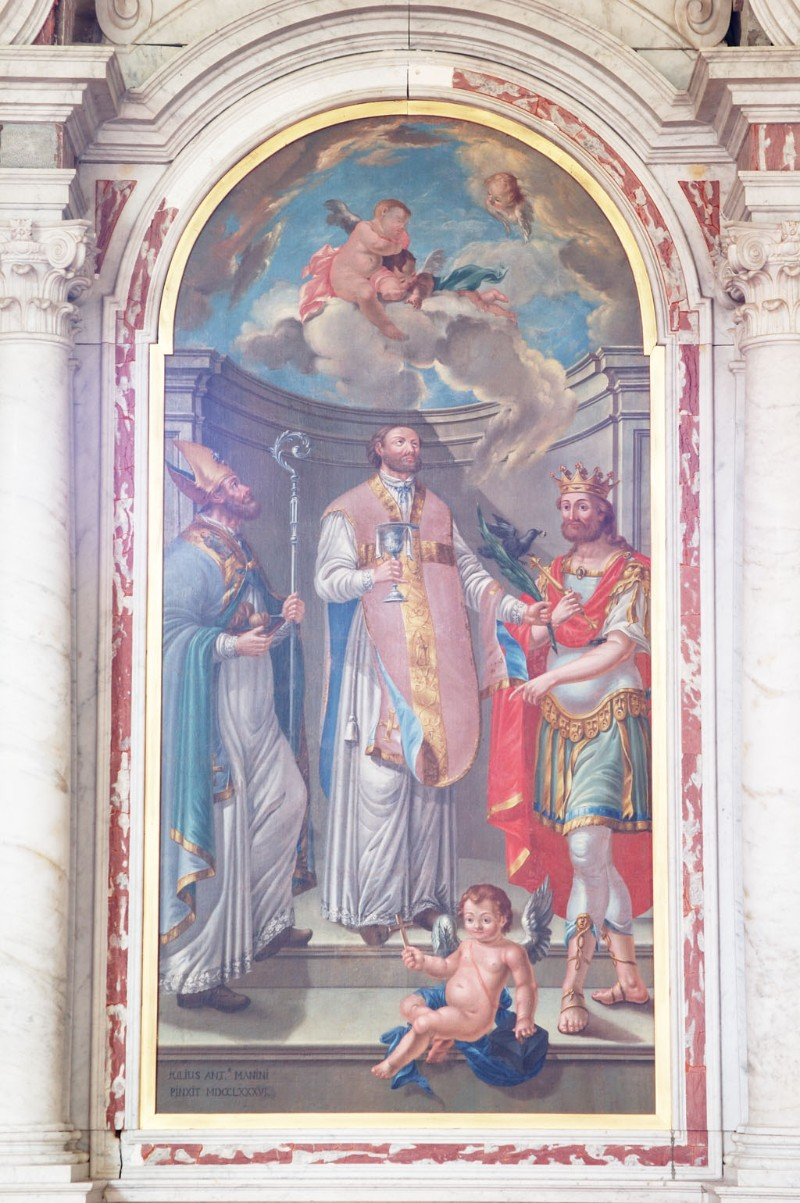
La pala con San Valentino, Sant'Osvaldo e San Nicola, opera di Giulio Antonio Manin del 1786, distrutta.